# مكتبة ابن زيدون العامة (أم الفحم)
مكتبة ابن زيدون العامة أحد أبرز المعالم الثقافية والتربوية في مدينة أم الفحم الفلسطينية، تأسست عام 1980 في المدرسة الثانوية الشاملة، وبعد عشرات السنين انتقلت إلى موقعها الجديد في مدخل المدينة. تحتوي على أكثر من 50 ألف كتاب بشتى المواضيع، وعلى العديد من الموسوعات والكتب المهمة والقيمة المتعلقة بالأدب والدين والجغرافيا والتاريخ والعلوم وغيره. وقسم خاص بأدب الاطفال والذي يعتبر من أهم الأقسام في المكتبة.
تشهد المكتبة إقبالًا شديدًا ويبلغ عدد المشتركين 10000 مشترك. أما عدد الإعارات فيبلغ حوالي 25000 كتابًا سنويًّا، أي ما يقارب 2000 كتابًا شهريًّا.

## تطورها التكنولوجي
تتبع المكتبة العامة نظامًا داخليًّا وهو النظام المتبع في علم المكتبات ويسمى بنظام «ديوي العشري» بالإضافة إلى ذلك فقد تم حوسبة المكتبة داخل نظام متبع بالعديد من المكتبات العامة لتصنيف الكتب ولإعارتها.
وتماشيًا مع التقدم العلمي الحثيث، توفر المكتبة ما أمكن من وسائل الراحة للمشتركين من روادها القراء وخصوصًا في مجال النظام المحوسب. حيث أصبح بالإمكان الإبحار في موقع المكتبة على الشبكة العنكبوتية من جهه أو زيارة صفحة المكتبة على شبكة التواصل الاجتماعي فيسبوك للاستعانة بالموارد وطرح الأسئلة. الأمر الذي يتيح للراغبين التصفح بطريقة سهلة وعلمية ومنظمة، بالإضافة إلى الإطلاع على نشاطات المكتبة ومشاهدة الفعاليات والإعلانات والبحث عن أي الكتب ومصادر المعلومات.

## تشجيع القراءة
عكفت إدارة المكتبة العامة منذ تأسيسها على تشجيع القراءة، فوضعت على رأس سلم أولوياتها غرس روح المطالعة والقراءة لجيل الصغار حيث توفر المكتبة العامة الكتاب الممتع ووسائل إيضاح علمية فنية وتربوية للحث على تشجيع الأطفال من نعومة أظافرهم على القراءة الحرة والقراءة الذاتية.
فعاليات المكتبة 
- ساعة قصة مع روائي أو حكواتي
- مسابقات في القراءة
- دورات لإثراء اللغة العربية
- دورات في العلوم الإسلامية
- دورات وورشات فنية
- تواصل مع كتاب من الخارج
- استضافة أدباء ومشاريع أخرى

أقسام المكتبة 
- قسم الخدمات والإعارة
- قسم التصنيف والفهرسة
- قسم الحاسوب
- قسم الأطفال
- قسم الروايات والكتب الدراسية

## وصلات خارجية
- الموقع الرسمي للمكتبة